# 特魯德尼齊亞河 (季斯梅尼齊亞河支流)
特魯德尼齊亞河（烏克蘭語：Трудниця），是烏克蘭的河流，位於該國西部，屬於季斯梅尼齊亞河的左支流，河道全長31公里，流域面積135平方公里，最大支流是布龍齊河。